# Lutaigang
Die Lutaigang-Stätte (鹿台岗遗址,  Lùtáigǎng yízhǐ, englisch Lutaigang site) ist eine archäologische Fundstätte in der Gemeinde Peicundian (裴村店乡) des Kreises Qi der bezirksfreien Stadt Kaifeng im Osten der chinesischen Provinz Henan. Die frühesten Funde stammen aus dem Neolithikum. Die Funde aus der Zeit der Longshan-Kultur und der Xia-Dynastie sind besonders zahlreich.
Die Lutaigang-Stätte (Lutaigang yizhi) steht seit 2006 auf der Liste der Denkmäler der Volksrepublik China (6-134).